# Cyclobutanol
Cyclobutanol is een cyclische organische verbinding met als brutoformule C4H8O. Het is het alcoholderivaat van cyclobutaan. Cyclobutanol is een licht ontvlambare vloeistof.

## Synthese
Cyclobutanol kan bereid worden door de isomerisatie van cyclopropylmethanol naar cyclobutanol met behulp van een zure katalysator, zoals sterk verdund zoutzuur of een ionenwisselaarhars met sulfonzure groepen.
De verbinding ontstaat ook door de reductie van cyclobutanon.

## Toepassingen
De oxidatie van cyclobutanol geeft cyclobutanon, dat een tussenproduct is in de synthese van biologisch actieve stoffen zoals geneesmiddelen.